# Michael Hansen (football)
Pour les articles homonymes, voir Michael Hansen et Hansen.
Michael Hansen, né le 22 septembre 1971 à Nykøbing Falster au Danemark, est un footballeur danois, reconverti entraîneur. Il est actuellement l'entraîneur du FC Fredericia.

## Biographie

### Carrière de joueur

#### En club
Né à Nykøbing Falster au Danemark, Michael Hansen commence sa carrière au B.1901 puis au Næstved BK. 
En 1991 il rejoint le Silkeborg IF. Le 27 septembre 1992, Hansen se fait remarquer en réalisant un doublé en championnat contre le BK Frem. Il permet ainsi à son équipe de s'imposer par quatre buts à zéro. Il remporte avec cette équipe le premier trophée de sa carrière, le championnat du Danemark, en 1993-94. Il s'agit du premier titre de champion de l'histoire du club,. Il joue son premier match de Ligue des champions le 10 août 1994 contre le Dynamo Kiev. Il entre en jeu à la place de Morten Bruun lors de cette rencontre où les deux équipes se neutralisent (0-0 score final). Il joue à Silkeborg jusqu'en 1996
Il joue ensuite pour l'Odense BK, fait un passage d'un an aux Pays-Bas avec le NAC Breda, faisant ses débuts dans l'Eredivisie, la première division néerlandaise, en étant titularisé le 6 février 1999 contre le Fortuna Sittard (défaite 2-0 du NAC Breda).
Puis, il retrouve son pays natal en s'engageant pour l'Esbjerg fB en 2000.
En 2003, il rejoint le FC Midtjylland où il devient capitaine du club. Il se blesse en 2004, ce qui met un terme à sa saison.
En janvier 2006, Michael Hansen retourne dans le club qui l'a révélé, le Silkeborg IF. Le joueur de 34 ans signe un contrat courant jusqu'à l'été 2007.
Le 5 mars 2007, Hansen annonce finalement la fin de sa carrière professionnelle.
Le bilan de la carrière de Michael Hansen s'élève à 342 matchs en première division danoise, pour 60 buts inscrits, 15 matchs en première division néerlandaise (aucun but), dix matchs en deuxième division néerlandaise (un but), deux matchs en Ligue des champions, et enfin douze en Coupe de l'UEFA.

#### En sélection
En avril 1992, Michael Hansen dispute les demi-finales du championnat d'Europe espoirs, face à l'Italie.
Quelques semaines plus tard, en juillet, il participe aux Jeux olympiques d'été organisés à Barcelone. Lors du tournoi olympique, il doit se contenter du banc des remplaçants. Avec un bilan de deux nuls et une défaite, le Danemark ne dépasse pas le premier tour.

### Carrière d'entraîneur
Michael Hansen entame sa carrière d'entraîneur au Skive IK, en tant qu'adjoint, avant de devenir entraîneur principal.
En juin 2013, Michael Hansen devient l'entraîneur adjoint d'Ove Pedersen (en) au FC Vestsjælland. Il succède à Pedersen au poste d'entraîneur principal du FC Vestsjælland un an plus tard, étant nommé en mai 2014.
Le 15 août 2018, Hansen est nommé entraîneur principal d'un club qu'il connait bien pour y avoir évolué en tant que joueur, le Silkeborg IF. Lors de la saison 2018-2019, il mène son équipe à la lutte pour une promotion en première division danoise et pour un sacre de champion qu'il se dispute avec le Viborg FF. Le Silkeborg IF termine finalement champion et retrouve donc l'élite du football danois
En 30 juin 2020, Michael Hansen est nommé entraîneur principal du FC Fredericia. Il signe un contrat courant jusqu'en juin 2022,.

## Palmarès
| Silkeborg IF - Championnat du Danemark (1) : - Champion : 1993-94. NAC Breda - Championnat des Pays-Bas D2 (1) : - Champion : 1999-00. |  | Silkeborg IF - Championnat du Danemark D2 (1) : - Champion : 2013-14. |